# چنگ شونژائو
چنگ شونژائو (انگلیسی: Cheng Xunzhao؛ زادهٔ ۹ فوریهٔ ۱۹۹۱) جودوکار اهل چین است.